# Боксер (фільм)
«Боксе́р» (англ. The Boxer) — фільм ірландського режисера Джима Шерідана. У головних ролях знялися Деніел Дей-Льюїс і Емілі Вотсон, у фільмі розповідається про життя боксера і колишнього члена ІРА, Денні Флінна, якого грає Дей-Льюїс, він намагається почати життя з чистого аркуша, після звільнення з в'язниці. Цей фільм став третім (два інших — «Моя ліва нога», «В ім'я батька»), у співпраці між Шеріданом і Дей-Льюїсом, і продемонстрував зростання розкольницьких угруповань всередині ІРА.

## Сюжет
Колишній професійний боксер Денні Флінн (Деніел Дей-Люїс) після 14 років перебування у в'язниці, як учасник ІРА, повертається до себе додому в Белфаст. Але він вже не має змоги повернутись до свого колишнього життя. Його тренер Айк Вейр (Кен Скотт) більш нікого не тренує, тепер він гіркий п'яниця, а кохана Денні — Меггі (Емілі Вотсон) вийшла заміж за його друга, також учасника ІРА (який все ще перебуває у в'язниці). У Меґґі навіть є син — Ліам. Спершу Айк зустрів Денні п'яним тому наговорив йому різних дурниць, а наступного дня він навіть не згадав, що зустрічався з ним учора. Денні пропонує відкрити боксерський клуб, де Айк міг би йому допомагати. Той погоджується. Денні повертається до своєї старої квартири, вхід до якої встигли замурувати. Час від часу він зустрічає Меґґі, але вона спершу вдає, що їй байдуже до повернення Денні, вона ображається на нього — адже через Флінна вони розлучились на 14 років.
У Белфасті тим часом тривають воєнні дії — вибухають бомби, убивають людей, католики воюють з протестантами і навпаки. Районом, де відбуваються події фільму, керує обласний начальник ІРА — Джо Хемілл (Браян Кокс), батько Меггі, а допомагає йому в цьому лейтенант ІРА Гаррі (Джерард Мак-Сорлі), його люди навіть попереджають Денні вистрілом. Денні спільними зусиллями з Айком і їхніми знайомими відновлюють старий гімнастичний зал, щоб перетворити його в боксерський клуб для всіх бажаючих не залежно від віросповідання. Під сценою Денні знаходить вибухівку, він топить її в річці. Згодом коли клуб вже відремонтований вони його називають в честь колишнього боксерського клубу «Святе сімейство», учасником якого був Айк. «Святе сімейство» стає доволі популярним і з'являється багато охочих тренуватись в ньому, навіть син Меґґі — Ліам. «Святе сімейство» проводить благодійні бої, а одного разу Айк не порадившись з Денні приймає допомогу у вигляді одягу він протестантських поліцейських. Денні прекрасно розуміє, що це може викликати обурення у католицького населення їх району.
Меґґі і Денні починають часто зустрічатись, і тепер вже навіть на приховують свої почуття, що спалахнули з новою силою. Ліам проти цього, він ревнує свою матір до Денні. Джо теж проти адже його дочка забуває свій обов'язок перед чоловіком, що перебуває зараз у в'язниці. Але найбільше це дратує Гаррі, який починає претендувати на місце Джо. Під час одного з боксерських поєдинків на який пришли католики (прихильники незалежної Північної Ірландії), протестанти (прихильники британської монархії) згідно з наказом Гаррі в автомобіль начальника поліції Реджі Белла (Ян Мак-Еленні) кладуть вибухівку. Коли начальник поліції сідає в неї вона вибухає. У «Святому сімействі» починається паніка, гості перетворюються на два ворогуючих табори та влаштовують погром у самому клубі. Ліам разом з друзями спалюють одяг в тренажерному залі і в ньому загоряється пожежа. Меггі розуміє, що Денні небезпечно перебувати в Белфасті, тому вона просить його поїхати звідти. Він їде в Англію, в Лондон де бере участь в боксерських поєдинках за гроші, для багатих англійців. Та згодом він розуміє, що не хоче цим займатись і він йде з рингу не закінчивши бій. Він вирішує повернутись у Белфаст.
Тим часом цю подію транслювали по телевізору і Гаррі, щоб образити Айка питає: чи це він навчив Денні йти з рингу не закінчивши бій? П'яний Айк каже, Гаррі сам вбив свого сина, ображений Гаррі разом з іншими членами ІРА вбивають Айка. Денні приїздить на похорони свого тренера, але нікому мстити він не хоче. Він іде до Джо і каже, що любить його дочку, а вона його і разом з ним вона буде в безпеці. Джо погоджується, Ліам перестає ревнувати свою матір до Денні. Коли Денні, Меггі і Ліам їдуть в машині Гаррі та ще дехто з ІРА, перегороджують їм шлях своїми автомобілями. Вони вимагають, щоб Денні вийшов. Гаррі обурений, що Меггі хоче жити з Денні в той час, як її чоловік у в'язниці. Денні рятуючи Меггі б'є Гаррі, але члени ІРА накидаються на нього з бейсбольними битами і побивши відвозять під міст, щоб там пристрелити. Гаррі віддає наказ стріляти в Денні, натомість стріляють в нього. Як виявиться це було зроблено за наказом Джо. Побитого, але живого Денні забирає на автомобілі Меггі. А разом з померлим Гаррі залишається його дружина, що оплакує смерть свого чоловіка.

## В ролях
| Виконавці         | Ролі        |
| ----------------- | ----------- |
| Деніел Дей-Льюїс  | Денні Флінн |
| Емілі Вотсон      | Меґґі       |
| Браян Кокс        | Джо Хемілл  |
| Кен Скотт         | Айк Вайр    |
| Джерард Мак-Сорлі | Гаррі       |
| Ієн Мак-Елгінні   | Реджі Белл  |

## Слоган
Слоган фільму: «Love is always worth fighting for» — «За любов варто битись завжди».

## Касові збори
- Збори в США — $5 980 578
- Збори у світі — $10 554 000 = $16 534 578

## Відгуки
Після виходу в прокат, відгуки критиків були в цілому позитивні, що і підтвердив рейтинг фільму 75 %, на сайті.

## Нагороди
«Боксер» був номінований на три Золотих глобуса, в категоріях найкраща картина, актор (Деніел Дей-Льюїс) і режисер (Джим Шерідан). Він також висувався на здобуття Золотого ведмедя на Берлінському кінофестивалі в 1998 році.